# Dau al Set
Dau al Set [ˈdaw əɫ ˈsɛt] sono un gruppo artistico catalano d'avanguardia creato nell'ottobre 1948 a Barcellona intorno all'omonima rivista. Il suo motto (Dau al Set in lingua catalana, la settima faccia del dado) ne dichiarava ormai l'atteggiamento dissacratore.

## Storia
I suoi fondatori furono il poeta Joan Brossa (sarebbe lui ad aver creato il titolo della rivista e quindi del gruppo), i pittori Joan Ponç (direttore della pubblicazione), Antoni Tàpies, Modest Cuixart e Joan-Josep Tharrats e il filosofo Arnau Puig. Più tardi vi aderì, tra altri, il poligrafo Juan-Eduardo Cirlot.
Schierato sin dall'inizio con il dadaismo, esplorò anche l'iperrealismo, il surrealismo e l'esistenzialismo fino alla convergenza in uno stile proprio e polivalente, autoescluso dal marasma culturale del dopoguerra spagnolo. Intese dinamizzare la cultura e la società catalane schiacciate dal franchismo allora imperante.
Dopo una vicenda piuttosto irregolare il gruppo si sciolse nel 1951 benché la rivista venne pubblicata fino al 1956, totalmente nelle mani dell'editore Tharrats. Nonostante la breve esistenza, Dau al Set è ritenuto il primo punto di riferimento dell'arte resistenziale spagnola.